# Johann Justus Röhde
Johann Justus Röhde, auch Rhöde (* 11. Dezember 1738 in Trarbach an der Mosel; † 21. Dezember 1812 in Muskau) war Magister der Philosophie und herzoglich sachsen-gothaischer Hofrat zu Muskau. 
Er studierte in Jena und Gießen, wurde 1760 Hofmeister der Gräflich Callenbergschen Familie in Muskau in der Oberlausitz und begleitete die jungen Grafen Callenberg auf ihren Reisen, ebenso den russischen Grafen von Golowkin. Seit 1780 lebte er als Privatgelehrter in Muskau. 1782 wurde er Mitglied der Oberlausitzischen Gesellschaft der Wissenschaften zu Görlitz.
Röhde gab 1769 eine französische Übersetzung von Wielands Musarion heraus, die in Lausanne erschien. Er hinterließ außerdem drei Schriften zur Erziehung der Jugend, eine Denkschrift auf den Reichsgrafen Herrmann von Callenberg sowie einige Artikel, die alle zwischen 1794 und 1800 in den Zeitschriften der Oberlausitzischen Gesellschaft der Wissenschaften zu Görlitz erschienen.
Zeitweise erteilte er einem ausgewählten Kreis junger Leute Privatunterricht, zu dem außer seinen Söhnen auch Leopold Schefer und Hermann von Pückler gehörten.